# Tibor Radó
Tibor Radó (Boedapest, 2 juni 1895 - 29 december 1965) was een Hongaars wiskundige die na de Eerste Wereldoorlog naar de Verenigde Staten emigreerde. Tussen 1913 en 1915 bezocht hij het Polytechnisch Instituut in Boedapest. In de Eerste Wereldoorlog was hij eerste luitenant in het Hongaarse leger. Hij werd gevangengenomen aan het Russische front. Hij wist echter te ontsnappen uit een Siberische gevangenkamp en slaagde erin na een reis van duizenden kilometers door de wildernis terug te keren naar Hongarije.